# Steigenberger Wiltcher's
 (avril 2021).
Si vous disposez d'ouvrages ou d'articles de référence ou si vous connaissez des sites web de qualité traitant du thème abordé ici, merci de compléter l'article en donnant les références utiles à sa vérifiabilité et en les liant à la section « Notes et références ».
 (avril 2021).
Le Steigenberger Wiltcher’s (anciennement Conrad) est un hôtel de luxe de Bruxelles, issu de la longue tradition des grands hôtels européens. Avec sa magnifique façade historique, il incarne toute l’élégance de l’Avenue Louise, la plus chic des artères de la capitale.

## Histoire
En 1913, l’hôtel fut baptisé par Sydney-Charles Wiltcher’s, fils d’immigrés anglais, qui au début du XXe siècle commença l’exploitation de cette bâtisse aux lignes Beaux-Arts commanditées par le baron Joseph de Crawhez entre 1911 et 1913.
Douze ans plus tard, l’hôtel devient le Wiltcher’s & Carlton Hôtel, né la collaboration entre Wiltcher’s et Carlton. Entre 1935 et 1993, l’Union chimique belge installe ses bureaux dans ce bâtiment. L’hôtel est ensuite reconstruit et rouvre sous le nom de “Conrad Brussels”, marque affiliée aux hôtels Hilton.
En automne 2012, la direction est reprise par le groupe allemand Steigenberger et lance un grand projet de rénovations. Après deux ans et demi de travaux, le Steigenberger Wiltcher’s rouvre ses portes, en mai 2015. Une transaction guidée par le bureau d'architecture bruxellois de Tony Buyck (ARCHI-BURO architects) et son fils David Buyck  entre l'exploitant allemand et le propriétaire, AG Real Estate.

## Caractéristiques
- 267 chambres dont 42 suites ;
- 7 catégories de chambres différentes ;
- une salle de fitness ;
- un espace de 1100 m² de banquets et réunions ;
- la plus grande salle sans colonne de Bruxelles (552 m2) ;
- 13 salles de réunion.